# 中村大尉事件

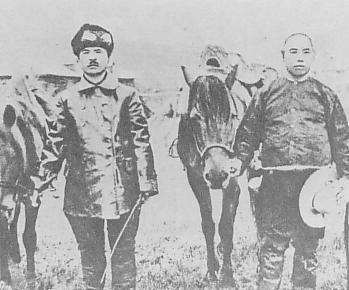
中村震太郎（左）・井杉延太郎（右）

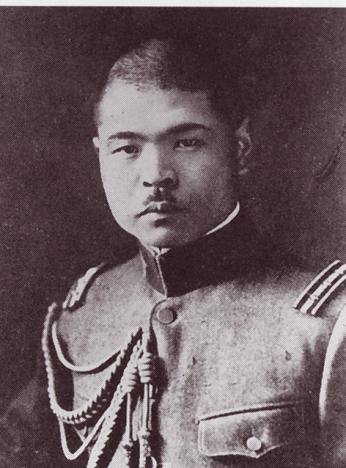
中村震太郎

中村大尉事件（なかむらたいいじけん）又は中村大尉惨殺事件とは、満洲国成立前年の1931年（昭和6年）6月27日、新潟県南蒲原郡中之島村大字中条（現長岡市）出身の陸軍参謀中村 震太郎大尉（1897年生まれ）と他3名が軍用地誌調査の命を受け、中華民国黒竜江省大興安嶺の東側一帯（興安嶺地区立入禁止区域に指定）に農業技師と身分を詐称して調査旅行していた際、中国張学良配下の関玉衛の指揮する屯墾軍に拘束され、銃殺後に証拠隠滅のため遺体を焼き棄てられた事件のこと。目をくり抜き、鼻耳を削ぎ落とし、手足を切り刻んだと報道された。

## 被害者
- 中村震太郎陸軍歩兵大尉（特進で参謀本部部員陸軍歩兵少佐）
- 井杉延太郎退役兵曹長（陸軍軍属）
- 昂々渓の旅館、昂栄館の主人
- ハミタイ・シローコフ（ベラルーシ人）
- 氏名不詳（蒙古人）

## 事件の背景
国民党に合流した張学良は、革命外交を行い、排日運動を実施した。まず満鉄包囲線を敷設し、葫蘆島に築港して満鉄枯渇政策を行った。さらに1909年（明治42年）9月4日に調印された「間島に関する日清条約」の規定に反し間島居住の朝鮮民族を迫害、1930年（昭和5年）5月30日には朝鮮民族に対する虐殺、暴行、略奪を始めとする間島暴動が起き、同年9月には朝鮮民族15名の銃殺事件と中国官憲による日本警官2名の射殺事件が発生した。このほか満洲のいたるところで朝鮮人農民は迫害され、1931年（昭和6年）7月には万宝山事件が発生した。また1915年（大正4年）5月25日に調印された「南満洲および東部内蒙古に関する条約」の第3条の規定に違反して、満鉄付属地以外に居住する日本人に対して迫害を加え、日本人に土地家屋を貸与した中国人を処罰した。
南京の国民党政府の外交部長や張学良は旅順、大連租借地の返還、満鉄の回収、関東軍の撤退を公言し、日本人、朝鮮人に対する居住権、営業権を圧迫するなど、排日運動と排日教育を推進した。
中国官憲は日本浪人の蒙古における過去の策動から日本人の蒙古入りを嫌悪し、初めは鄭家屯領事館に対し、後には奉天総領事館に対し、東部蒙古地方は匪賊が横行するので、外国人の旅行を禁止すると通知し、護照裏書きの際、旅行禁止の但書を書き入れるようになった。のちに、この規定は日本人のみに適用したことが判明した。
中国に治外法権を持っていた日本側はこの規定を不法であるとして抗議してきたが、中国側は納得せず、張学良の時代になってからは、洮南在住者らも圧迫を加えられ、東亜勧業株式会社の通遼農場などまで迫害を受けるようになった。
中村大尉も初め奉天総領事館から護照を発給されたが、蒙古地方旅行禁止の但書があったため、ハルピンに赴いて、同地の総領事館から、禁止の但書のない護照を受けた。ただし、リットン報告書によれば、ハルピンにおいて護照を中国官憲に検査された際、匪賊横行地域である事を警告され、護照にも追加記載されている。その際には中村大尉は農業技師と身分を偽っている。
また、護照は日本が発行した身分証明であり、立ち入り禁止区域への立ち入り許可を意味するものではない。

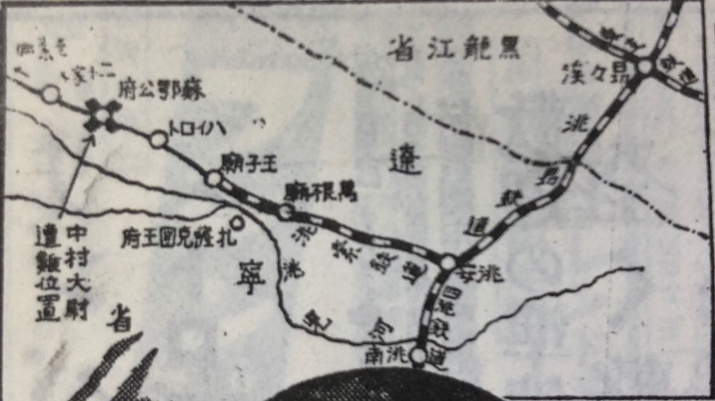
中村大尉事件の発生場所（東京朝日新聞1931年8月18日夕刊）

中村大尉一行は取り調べに対し、護照を提示したが、屯墾軍は無効であるとして取り合わず、一行が多額の旅費を持っていたので殺害し死体を焼いて埋めた。一行の所持した金品、護身用ピストルその他一切のものは、隊長の関玉衡とその部下が略奪した。
中国側の主張によれば、所持していた測量機・地図・日記帳などから軍事探偵（スパイ）と判断し、違法薬物（麻薬）も所持しており、逃走を図ったため射殺したとされる。

## 事件後
関東軍は、現役の参謀本部将校が中国軍に殺害されたということは、前代未聞、未曾有の事件であり、外交上の重大事件として満鉄側の発表を差し止め、新聞発表も禁止し、ハルピン特務機関より3名の調査員を派遣した。事件の核心を掴んだ関東軍は調査を開始したが、中央部の認めるところと成らず、外交交渉に移されることとなった。中国側は調査を約束したが遷延、また事実無根である、日本人の捏造、宣伝であるなどと明言した為、軍関係者はいよいよ態度を硬化させた。関東軍は8月17日に記事解禁し、奉天特務機関が事件の全貌を正式に発表すると、日本の世論は沸騰し中国の非道を糾弾、日中間は緊迫した空気に包まれた。そして事の重大性を認識した中国側が全面的にこれを認めたのは、柳条湖事件の起きる当日、9月18日午後に至ってからであった。正規兵によって射殺されたことは事実だが、中村大尉が逃亡せんとしたため、背後から射殺したので虐殺は事実ではないという説明であった。
陸軍、とくに関東軍は満蒙問題解決の端緒とする絶好の機会とし、関東軍自ら本件の解決交渉に当たる意向であったが、外務省と陸軍の協議の結果、外務省が交渉に当たることになり、8月11日幣原喜重郎外相は、中国側に事実を承認させ、謝罪、責任者の処罰、賠償、将来の保障を解決条件とするよう、林久治郎奉天総領事に伝えた。
この決定に対し不満を募らせた関東軍作戦参謀、石原莞爾は8月12日、軍事課長の永田鉄山宛に以下のような内容の書簡を送った。
- 外務当局の厳重抗議により迅速に事が解決するというのは空想に過ぎない。
- もしそのようなことが可能なら、数百の未決事件が総領事の机上に山積するわけがなく、満蒙問題なるものは存在しない。
- 今日の満蒙問題なるものは外交交渉が無力であることから生じたものである。
- 中村事件の根本原因は、洮南地方において中国側が不当に日本人を圧迫していることにある。
- 条約を無視して邦人の居住、営業を妨害し、洮索鉄道には日本人の乗客することも禁じられているなど、言語に絶する暴状である。
- 中国側への要求は洮南地方の解放を第一とし、謝罪は軍隊の一部を洮南に進めて中国軍隊をして謝罪させる方法をとり、同地方の排日を一斉に排除することにある。
- 満蒙問題の国策遂行は急速を要し、「満蒙問題解決の方策大綱」に示された「一年間は隠忍自重して待て」という中央部の意向には同意しがたい。

奉天総領事館では9月18日午後から、上級館員だけの秘密会議を開いて、善後措置、特に将来の保障について協議した。藤村俊房領事は奉天城保障占領を力説したが、長年未解決のままとなっていた洮南の日本領事館を即時開館して、赴任に際し東三省側によって武力で阻止される場合は軍の出動を求めることで一致し、藤村領事が赴任することとなった。軍関係者を交えない総領事館限りの会議においてさえ、最後の場合には兵力の使用も避けられないという空気がみなぎっていた。
8月17日に事件の全貌が記事発表されると、合法の護照(と日本側は主張したが、先述のように合法性には疑問がある)を提示したにもかかわらず拘束され、裁判もなしに殺害され、遺体は焼かれて埋められ、金品を奪われたと言う報道に、当時の日本国内世論は沸き、幣原外相の協調外交を軟弱外交と非難する声がいっそう高まり、9月の満洲事変につながっていった。
しかし、満洲事変の勃発により、日中双方の主張を相互検証し真実を解明する機会は失われた。

### 文化的反響
事件が起きると、これを題材にした時事小唄が続けざまにリリースされて大ヒットした。続く満洲事変以降の時局レコードの流行とあいまって、当時下火になりかけていたエロ・グロ・ナンセンスのブームに代わって「エロの次はミリだ」と言われるようになった。
発売曲
- 『噫中村大尉』作詞伊藤松雄、作曲永井巴、唄藤波笑声（石田一松）、ニットーレコード、1931年
- 『噫中村大尉』作詞松本英一、作曲服部良一、歌浜口淳、タイヘイレコード、1931年

### 合祀
中村震太郎大尉は従六位勲四等を受け、翌年4月23日に靖国神社臨時大祭祭式で合祀された。

### 記念碑
中村、井杉記念碑が1933年（昭和8年）、老爺廟（ロウエイミヨウ）に作成された。作成は山形県出身の建築家伊東忠太。
碑の概略
1937年6月、現場近くの満洲の龍江省に「殉難烈士之碑」が設置された。

### 記念館
中村震太郎記念館が2012年6月、新潟県長岡市中之島中条に開館された。運営は中村大尉顕彰会。

## 関連事件
- 万宝山事件
- 満洲事変